# John C. Lilly
John Cunningham Lilly (Saint Paul, 6 de enero de 1915 – Los Ángeles, 30 de septiembre de 2001) fue un médico, neurocientífico, psicoanalista, psiconauta, filósofo, escritor e inventor estadounidense. Fue miembro de una generación de científicos y pensadores de la contracultura norteamericana que incluía a Timothy Leary, Ram Dass y Werner Erhard. Sus investigaciones sobre estados alterados de conciencia lo llevaron a inventar el tanque de aislamiento sensorial. Es un autor controversial, sobre todo entre los científicos de la época. Uno de sus libros más famosos es El centro del ciclón de 1972 en donde describió la primera vez que usó LSD en un tanque de aislamiento: “Viajé a través de mi cerebro, observando las neuronas y sus actividades”.
Sus estudios con delfines han inspirado películas como The Day of the Dolphin (1973), y sus estudios sobre modificaciones de la consciencia y la memoria por medio de la llamada deprivación sensorial inspiraron Altered States (1980). También la serie de videojuegos Ecco the Dolphin. Tiene una breve mención en el anime Serial Experiments Lain.